# Kanton Condé-sur-Vire
Condé-sur-Vire is een kanton van het Franse departement Manche. Het maakt deel uit van het arrondissement Saint-Lô.

## Geschiedenis
Het kanton is op 22 maart 2015 ontstaan door de samenvoeging van de kantons Tessy-sur-Vire en Torigni-sur-Vire. Op die dag werden respectievelijk 14 en 15 gemeenten van de genoemnde kantons opgenomen.
Op 1 januari 2016 :

werd de gemeente Le Mesnil-Raoult opgeheven en als commune déléguée opgenomen in de gemeente Condé-sur-Vire;

fuseerden Fervaches en Tessy-sur-Vire tot de commune nouvelle Tessy-Bocage;

fuseerden Chevry, Le Mesnil-Opac en Moyon  tot de commune nouvelle Moyon Villages;

fuseerden Brectouville, Giéville, Guilberville en Torigni-sur-Vire tot de commune nouvelle Torigny-les-Villes;

fuseerden Notre-Dame-d'Elle, Précorbin, Rouxeville, Saint-Jean-des-Baisants en Vidouville tot de commune nouvelle Saint-Jean-d'Elle
Op 1 januari 2017 werd de gemeente Troisgots opgeheven en als commune déléguée opgenomen in de gemeente Condé-sur-Vire en fuseerden Placy-Montaigu en Saint-Amand tot de commune nouvelle Saint-Amand-Villages.
Op 1 januari 2018 werd de gemeente Pont-Farcy opgeheven en uit het aangrenzende departement Calvados overgeheveld naar Manche en toegevoegd aan de gemeente Tessy-Bocage.
Het decreet van 5 maart 2020 heeft de deelgemeente Notre-Dame-d'Elle overgeheveld van kanton Pont-Hébert naar kanton Condé-sur-Vire, waardoor de volledige commune nouvelle Saint-Jean-d'Elle onder dit kanton valt.

## Gemeenten
Het kanton Condé-sur-Vire omvat sindsdien de volgende gemeenten:
- Beaucoudray
- Beuvrigny
- Biéville
- Condé-sur-Vire
- Domjean
- Fourneaux
- Gouvets
- Lamberville
- Montrabot
- Moyon Villages
- Le Perron
- Saint-Amand-Villages
- Saint-Jean-d'Elle
- Saint-Louet-sur-Vire
- Saint-Vigor-des-Monts
- Tessy-Bocage
- Torigny-les-Villes